# Piruló galóca
A piruló galóca (Amanita rubescens) a galócafélék családjába tartozó, Európában és Észak-Amerikában honos, lomberdőkben és fenyvesekben élő, nyersen mérgező gombafaj.

## Előfordulása és életmódja
Európában és Észak-Amerikában honos. Magyarországon gyakori.
Lombos erdőkben és fenyvesekben egyaránt előfordul. Májustól októberig terem.

## Megjelenése
A piruló galóca kalapja 5–20 cm széles, fiatalon félgömb alakú, később domborúan, majd laposan kiterül. Színe halványvöröses, vörösessárga, húsbarnás. Felszínét sűrűn borítják az apró, varszerű, fehéres, sárgás, később rózsásbarnás pettyek; ezek idővel lekophatnak. Bőre könnyen lehúzható.
Húsa puha. Színe fehér, a kalapbőr alatt vöröses-rózsaszín. Sérülésre vörösödik, különösen a tönk tövében és a rágásnyomokban. Szaga nem jellegzetes, íze némileg édeskés, idősen kissé kaparó.
Sűrű, széles lemezei szabadon állók. Színük fehér, idősebb korban gyakran vörösesen foltossá válnak.
Tönkje 6–25 cm magas és 1–3 cm vastag. Alakja felfelé vékonyodó, tövénél gumószerűen megvastagodott, ennek pereme övszerűen rücskös. Bocskora nincs. Színe fiatalon fehéres, idővel vörösödik. Felszíne a gallér felett szemcsés és fehér, alatta pelyhes-szálas v. kígyóbőrszerű, kalapszínű. Gallérja fejlett, hártyás, felső része bordás (ez folytatódik a tönkön is egészen a kalapig); fehér színű de a széle lehet vöröses.
Spórapora fehér. Spórája széles ellipszis vagy tojásdad alakú, sima, amiloid, mérete 8-9 x 5-5,5 µm. Bazídiumonként 4 spórája van.

### Hasonló fajok
A mérgező párducgalóca és barna galóca, valamint a hőkezelés után ehető bíbor galóca és szürke galóca hasonlít hozzá.
Nyersen mérgező, alapos sütés-főzés után fogyasztható (legalább 20 perc hőkezelést igényel).

## Képek

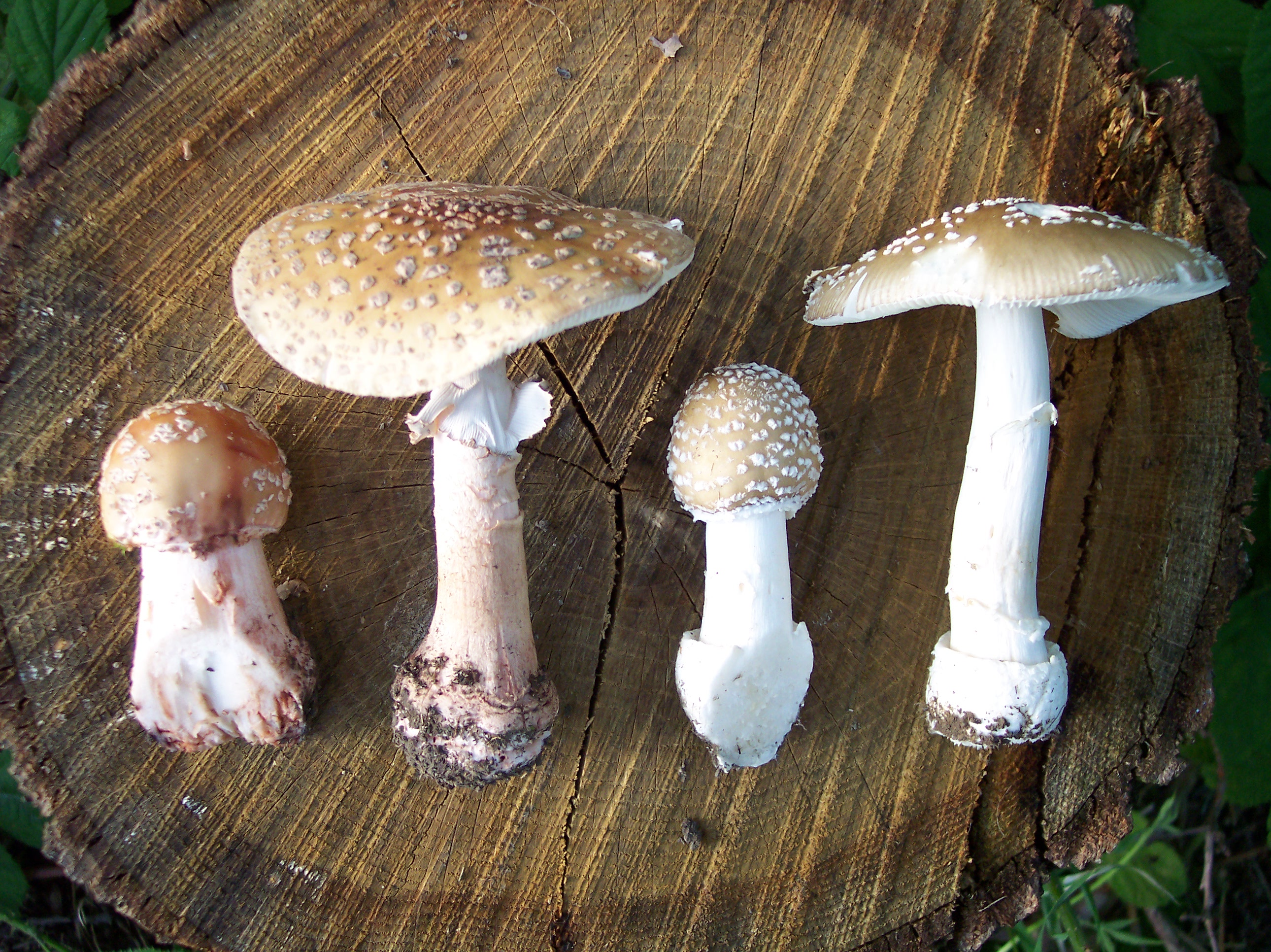
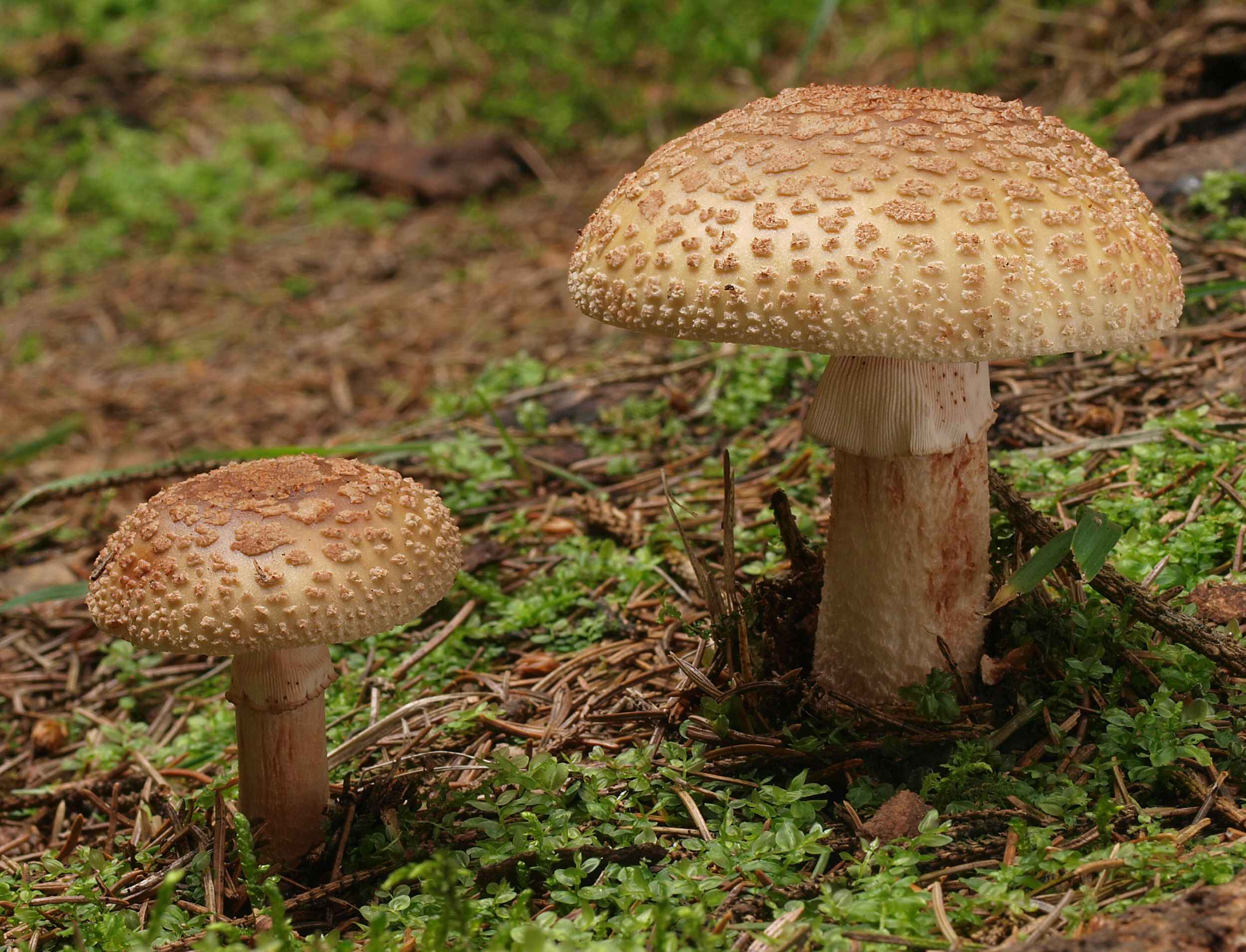
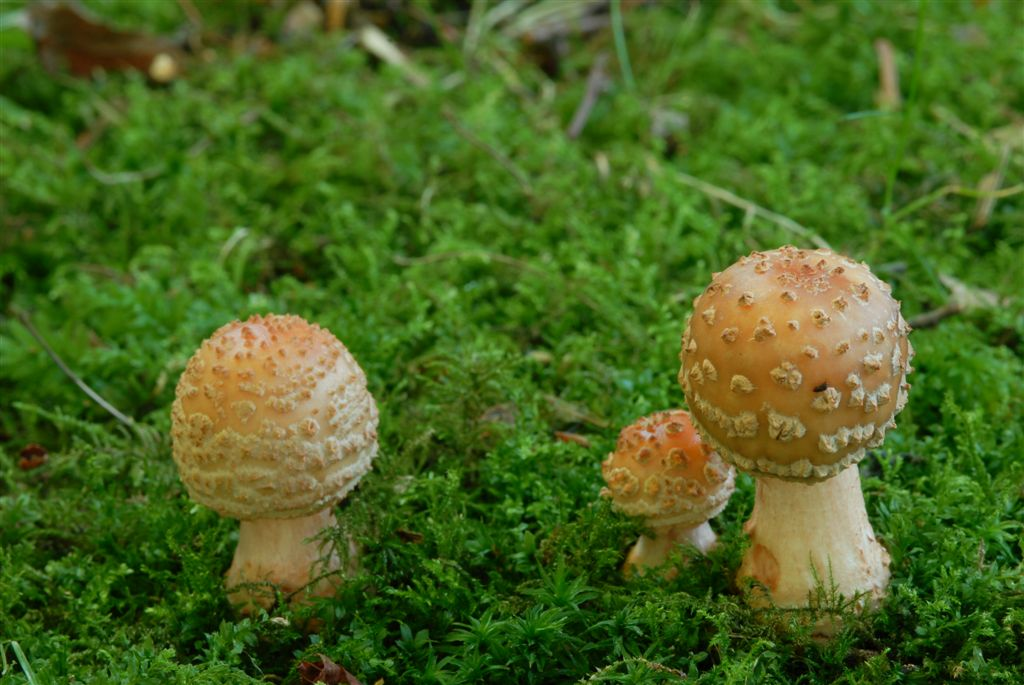
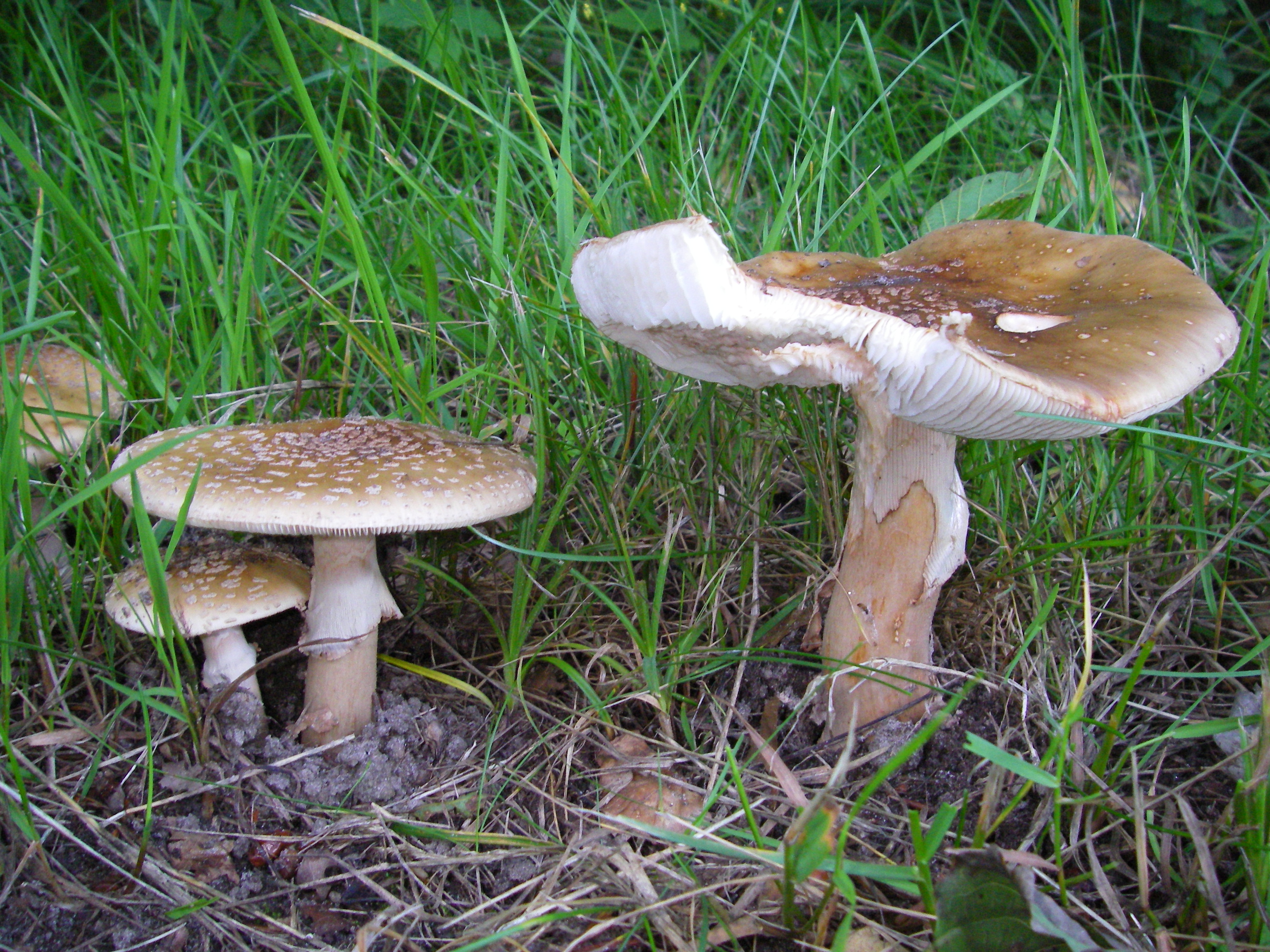
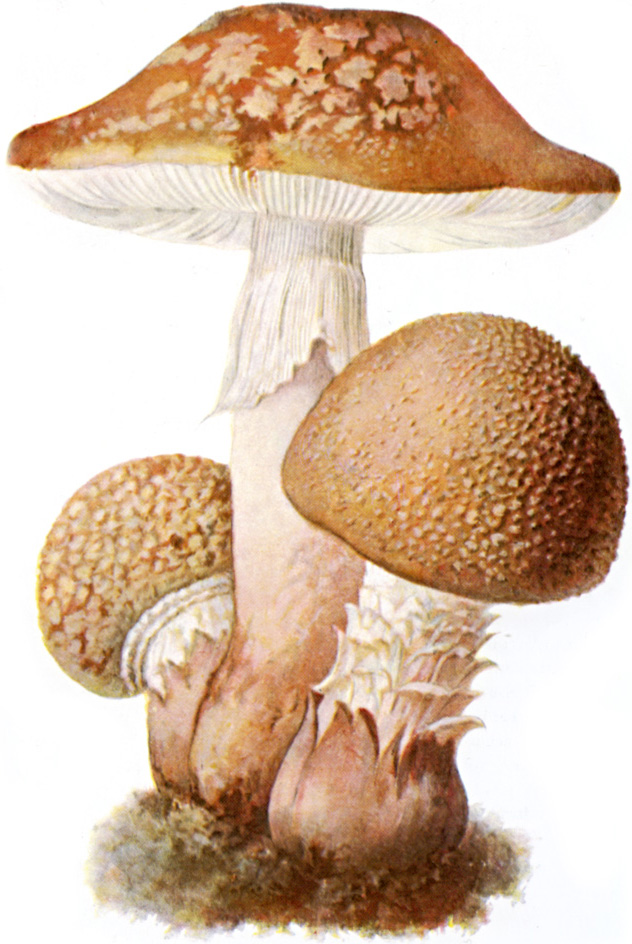